# Goodenia paniculata
Goodenia paniculata är en tvåhjärtbladig växtart som beskrevs av James Edward Smith. Goodenia paniculata ingår i släktet Goodenia och familjen Goodeniaceae. Inga underarter finns listade i Catalogue of Life.